# Cake by the Ocean
«Cake by the Ocean» es el sencillo debut de la banda estadounidense de pop-rock DNCE, lanzado a la venta el 6 de junio de 2015 y en radios el 22 de enero de 2016, a través de Republic Records. Sirve como el sencillo líder de su EP debut SWAAY. A marzo de 2016 se han vendido unas 710 000 copias.

## Composición
«Cake by the Ocean» fue escrita por Joe Jonas, Justin Tranter y el dúo sueco Mattman & Robin, quienes también produjeron la canción. Literalmente, la canción se originó del malentendido de los productores suecos de la frase "Sex on the Beach" que ellos erróneamente tradujeron "Cake by the Ocean"." La versión limpia de la canción omite la palabra "fucking" y la reemplaza con un segundo "crazy" en el coro; también reemplaza "goddamn" con "hot damn" en el segundo verso y cambia la expresión "you're fucking delicious" que se escucha antes del coro con "so delicious."

Durante las últimas fechas de la gira Jonas Brothers: Five Albums. One Night. The World Tour, Joe Jonas cambió la letra de "Walk for me, baby / I'll be Diddy, you'll be Naomi" a "Walk for me, baby / I’ll be watching you be Naomi". Debido a las acusaciones por tráfico sexual que envuelven al rapero Sean Combs.

## Vídeo musical
El vídeo musical para  Cake by the Ocean  fue dirigido por Gigi Hadid y Black Coffee, se lanzó en octubre de 2015. Christina Garibaldi de MTV escribió "DNCE— Joe, Joo Lee, Cole Whittle y Jack Lawless— presentan su canción en frente de una pieza gigante de pastel en la playa. A continuación, un puñado de chicas vistiendo bikinis apoyan al 'Equipo DNCE' con una guerra de pastel y durante la competencia las acompaña: Fat Jew.

## Presentaciones en vivo
El 31 de enero de 2016, DNCE presentó una versión inspirada en el Rock and Roll de la década de 1950 como parte del especial televisivo de Fox: Grease Live, caraterizados como la banda de 'Johny Casino and the Gamblers'. El 12 de febrero de 2016, la banda se presentó en vivo en el show de Ellen DeGeneres.

## Otros usos
- La canción apareció en anuncios de Sprint Corporation.
- La canción fue usada en promociones del canal de televisión canadiense Global Television Network.
- La canción aparecerá en el videojuego Just Dance 2017.
- La canción fue usada en las campañas publicitarias de Falabella de Colombia durante los años 2016/2017.
- Aparece en la película Pitch Perfect
- Aparece en la película Los vigilantes de Malibú.

## Posicionamiento en listas

### Listados semanales
| Lista(2015–16)                              | Mejor posición position |
| ------------------------------------------- | ----------------------- |
| Argentina (Los 40 Principales)              | 1                       |
| Australia (ARIA)                            | 68                      |
| Bélgica (Flandes) (Ultratop 50)             | 49                      |
| Bélgica (Valonia) (Ultratip Bubbling Under) | 8                       |
| Canadá (Canadian Hot 100)                   | 7                       |
| República Checa (Rádio Top 100)             | 33                      |
| Francia (SNEP)                              | 115                     |
| Alemania (Media Control AG)                 | 82                      |
| Hungría (Rádiós Top 40)                     | 3                       |
| Hungría (Single Top 40)                     | 19                      |
| Irlanda (IRMA)                              | 30                      |
| Israel (Media Forest)                       | 3                       |
| Italy (FIMI)                                | 47                      |
| Países Bajos (Dutch Top 40)                 | 22                      |
| Países Bajos (Mega Single Top 100)          | 30                      |
| México Ingles Airplay (Billboard)           | 1                       |
| Nueva Zelanda (Recorded Music NZ)           | 10                      |
| Norway (VG-lista)                           | 35                      |
| Polonia (Polish Airplay Top 100)            | 1                       |
| Poland (Polish TV Airplay Chart)            | 1                       |
| Eslovaquia (Rádio Top 100)                  | 41                      |
| Sweden (Sverigetopplistan)                  | 41                      |
| Suiza (Schweizer Hitparade)                 | 46                      |
| Reino Unido (UK Singles Chart)              | 26                      |
| Estados Unidos (Billboard Hot 100)          | 9                       |
| Estados Unidos (Adult Contemporary)         | 18                      |
| Estados Unidos (Adult Top 40)               | 8                       |
| Estados Unidos (Mainstream Top 40)          | 6                       |

## Certificaciones
| País           | Organismo certificador | Certificación | Ventas certificadas | Ref.   |
| -------------- | ---------------------- | ------------- | ------------------- | ------ |
| Alemania       | BVMI                   | Oro           | 200 000             | [ 29 ] |
| Australia      | ARIA                   | 2× Platino    | 140 000             | [ 30 ] |
| Bélgica        | BEA                    | Platino       | 30 000              | [ 31 ] |
| Brasil         | ABPD                   | 3× Platino    | 180 000             | [ 32 ] |
| Canadá         | Music Canada           | 2× Platino    | 160 000             | [ 33 ] |
| Corea del Sur  | Gaon                   |               | 128 505             | [ 34 ] |
| Dinamarca      | IFPI — Dinamarca       | Platino       | 60 000              | [ 35 ] |
| España         | PROMUSICAE             | 2× Platino    | 80 000              | [ 36 ] |
| Estados Unidos | RIAA                   | 3× Platino    | 3 000 000           | [ 37 ] |
| Italia         | FIMI                   | 3× Platino    | 150 000             | [ 38 ] |
| Nueva Zelanda  | RMNZ                   | 2× Platino    | 30 000              | [ 39 ] |
| Países Bajos   | NVPI                   | Platino       | 20 000              | [ 40 ] |
| Polonia        | ZPAV                   | 2× Platino    | 40 000              | [ 41 ] |
| Reino Unido    | BPI                    | Platino       | 600 000             | [ 42 ] |
| Suecia         | IFPI — Suecia          | 2× Platino    | 80 000              | [ 43 ] |